# Tristan Takats
Tristan Takats (Korneuburg, 14 november 1995) is een Oostenrijkse freestyleskiër. Hij vertegenwoordigde zijn vaderland op de Olympische Winterspelen 2022 in Peking.

## Carrière
Bij zijn wereldbekerdebuut, in januari 2021 in Idre Fjäll, scoorde Takats direct zijn eerste wereldbekerpunten. In december 2021 behaalde hij in Val Thorens zijn eerste toptienklassering in een wereldbekerwedstrijd. Tijdens de Olympische Winterspelen van 2022 in Peking eindigde de Oostenrijker als vijftiende op de skicross. 
Op de wereldkampioenschappen freestyleskiën 2023 in Bakoeriani eindigde Takats als dertiende op de skicross, in de teamwedstrijd eindigde hij samen met Sonja Gigler op de achtste plaats. Op 7 december 2023 boekte hij in Val Thorens zijn eerste wereldbekerzege.

## Resultaten

### Olympische Winterspelen
| Jaar | Plaats | Resultaten   |
| ---- | ------ | ------------ |
| 2022 | Peking | 15e Skicross |

### Wereldkampioenschappen
| Jaar | Plaats     | Resultaten                    |
| ---- | ---------- | ----------------------------- |
| 2023 | Bakoeriani | 13e Skicross 8e Skicross team |

### Wereldbeker
Eindklasseringen
| Seizoen   | SX  |
| --------- | --- |
| 2020/2021 | 49e |
| 2021/2022 | 7e  |
| 2022/2023 | 25e |

Wereldbekerzeges
| Datum           | Plaats      | Onderdeel |
| --------------- | ----------- | --------- |
| 7 december 2023 | Val Thorens | Skicross  |